# Isola Wellington
L'isola Wellington (Isla Wellington) è l'isola maggiore dell'arcipelago omonimo; si trova nel Cile meridionale, nell'oceano Pacifico. Appartiene alla regione di Magellano e dell'Antartide Cilena, alla provincia di Última Esperanza e al comune di Natales.
È abitata dall'etnia degli Alacaluf, la maggior parte dei quali si trova concentrata nel villaggio di Puerto Edén, che contava 254 abitanti nel 2007. Puerto Edén si trova sulla costa orientale dell'isola e si affaccia sul canale Paso del Indio. L'isola è posta ad occidente del parco nazionale Bernardo O'Higgins e del campo di ghiaccio Patagonico Sud.

## Geografia
L'isola Wellington con la sua superficie di 5 556 km² si colloca al 106º posto tra le isole più grandi del mondo ed è la terza per estensione del Cile. Misura 85 miglia in lunghezza per 36 di larghezza. Nella parte meridionale spiccano il monte Middleton, alto 1128 metri, il monte Catedral di 1169  m, le montagne Orejas de Burro di 911 m e il Doble Pico di 1100 m. Wellington si trova tra il canale Adalberto (a nord) e il canale Trinidad (a sud), a ovest i canali Fallos e Ladrillero la separano dall'arcipelago Campana; il canale Picton dall'arcipelago Mornington; a est si trovano i canali Messier, Angostura Inglesa, Paso del Indio, Escape e Wide.